# Cliorismia rustica
Cliorismia rustica är en tvåvingeart som först beskrevs av Georg Wolfgang Franz Panzer 1804.  Cliorismia rustica ingår i släktet Cliorismia och familjen stilettflugor. Arten är reproducerande i Sverige. Inga underarter finns listade i Catalogue of Life.